# كيران دويل
كيران أونيل دويل (بالإنجليزية: Kieran O'Neill Dowell)‏ (مواليد 10 أكتوبر 1997) لاعب كرة قدم إنجليزي ، يلعب حاليًا لنادي إيفرتون.

## روابط خارجية
- كيران دويل على موقع الاتحاد الأوربي (الإنجليزية)
- كيران دويل على موقع قاعدة بيانات كرة القدم.إي يو (الإنجليزية)
- كيران دويل على موقع Soccerbase.com (لاعب) (الإنجليزية)
- كيران دويل على موقع Soccerway.com (الإنجليزية)
- كيران دويل على موقع عالم كرة القدم.نت (الإنجليزية)
- كيران دويل على موقع AS.com (الإسبانية)